# Chiesa serba di Budapest
La chiesa serba di Budapest  è un luogo di culto di religione ortodossa situato nel quartiere di Pest, nella parte orientale della capitale ungherese. I serbi iniziarono ad immigrare a Pest nel XVI secolo, stabilendosi nella zona in cui sorge la chiesa, ora zona residenziale. Altri immigrati serbi giunsero nel secolo successivo, che alla fine dell'Ottocendo rappresentavano quasi il 25 per cento dei residenti di Pest.
La storia della chiesa serba di Pest ha origine nel 1698, anno in cui la comunità serba decise di costruire sul luogo di una precedente chiesa un nuovo edificio religioso in stile barocco. Dopo un'opera di ricostruzione secondo il progetto di András Meyerhoffer, che durò fino alla metà del XVIII secolo, la chiesa acquistò il suo aspetto definitivo. Gl'interni sono quelli tipici di una chiesa greco-ortodossa. Una sezione della navata, accessibile da un portico, è riservata alle donne; l'area è separata da quella maschile da un tramezzo e da un abbassamento del pavimento di circa 30 cm da zona a zona. Il coro è racchiuso da un'iconostasi risalente al 1850, che lo separa dal santuario. L'intaglio è opera dello scultore serbo Miahai Janić, mentre i dipinti di influenza rinascimentale italiana sono stati realizzati dal pittore greco Károly Sterio.